# Notomys alexis
Notomys alexis là một loài động vật có vú trong họ Chuột, bộ Gặm nhấm. Loài này được Thomas mô tả năm 1922.

## Hình ảnh
